# Натрона
Окръг Натрона (на английски: Natrona County) е окръг в щата Уайоминг, Съединени американски щати. Площта му е 13 924 km², а населението – 81 039 души (2016). Административен център е град Каспър.